# Trilveenveenmos
Trilveenveenmos (Sphagnum contortum) is een soort uit het geslacht veenmos (Sphagnum). Het leeft als langlevende pendelaar in arm bos. 

## Determinatie
De soort is tweehuizig en sporofyt is zeldzaam bij deze soort. S. contortum heeft ook sporenkapsels.

## Ecologie
Trilveenveenmos is in zekere zin een 'buitenbeentje' onder de veenmossen: zure standplaatsen worden gemeden. Schoon maar mineraalrijk water in kwelveentjes, trilvenen en bronweides creëren goede standplaatscondities. Vegetaties met Sphagnum contortum kenmerken zich vaak door een hoge diversiteit in grasachtigen, zoals blauwgraslanden, veenmosrietland, maar ook in niet te dichte galigaanvelden komt Sphagnum contortum voor. Veel van de begeleidende mossen horen tot de zo genaamde "Braunmoose": grotere Amblystegiaceae met een donkere kleur.

## Verspreiding
Trilveenveenmos is een mossoort die voorkomt in Noord-Amerika en Europa.
In Nederland komt het trilveenveenmos zeer zeldzaam voor. Het staat op de rode lijst in de categorie 'bedreigd'. In tegenstelling tot de meeste andere veenmossoorten komt trilveenveenmos vrijwel niet op de zandgronden voor. Daar waar dit pareltje toch op de zandgronden gevonden wordt is sprake van schraallanden met kweldruk van minerotroof water.